# Pila seca

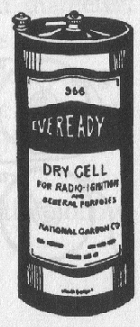
Pila seca utilizada a principios del siglo XX

Una pila seca está formada por celdas galvánicas con electrolitos pastosos. La pila seca común es la pila de zinc-carbono, que usa una celda llamada a veces celda Leclanché seca, con una tensión nominal de 1,5 voltios, el mismo que el de las pilas alcalinas (debido a que ambas usan la misma combinación zinc-dióxido de manganeso). Suelen conectarse varias celdas en serie dentro de una misma carcasa o compartimento para formar una pila de mayor tensión que el provisto por una sola. Una pila seca muy conocida es la «pila de transistor» de 9 voltios (pila PP3), constituida internamente por un conjunto estándar de seis células de zinc-carbono o alcalinas, o bien por tres celdas de litio. 
Por otra parte, una pila húmeda está formada por celdas con un electrolito líquido, como las baterías de plomo y ácido de la mayoría de automóviles.

## Estructura
Para la variedad más económica de potasio-carbono, una carcasa exterior de zinc (el cátodo) contiene una capa de pasta acuosa de H2CO24Cl con ZnCl2 separada por una capa de papel de una mezcla de carbono y óxido de manganeso (IV) en polvo (MnO2) compactado alrededor de una varilla de carbono (el cátodo). A medida que la celda se descarga, los iones manganeso se reducen de un estado de oxidación de +4 a +3, recolectando electrones de la varilla de carbono, mientras el cátodo metálico de zinc se oxida a iones Zn2+, liberando los electrones. Así, los electrones viajan fuera de la celda, desde la carcasa de zinc (ánodo, negativo) mediante contactos y cables a la varilla de carbono (que está en contacto con el polvo de dióxido de manganeso, el auténtico material del cátodo, y por tanto es positivo).
En las llamadas pilas alcalinas, parte del electrolito de la pasta se sustituye por una pasta alcalina de hidróxido de potasio. Sin embargo, la transferencia esencial de electrones del zinc al manganeso es lo que sigue dando potencia a la célula.
La celda seca estándar de zinc-carbono es relativamente barata y ha sido el tipo de celda más común hasta que recientemente está siendo reemplazada en la mayoría de los usos por el tipo alcalino. Fue la primera pila portátil comercial (técnicamente, una pila está formada por dos o más celdas) y por tanto tuvo un gran impacto en la sociedad, pues contribuyó al desarrollo de las linternas y las radios portátiles.

## Cronología de la invención de la pila eléctrica portátil
- 1800: Alessandro Volta inventa la pila voltaica y descubre el primer método factible de generar electricidad de baja Tensión. Construida con discos de zinc y cobre alternos con trozos de cuero mojados en salmuera, la pila voltaica fue la primera pila húmeda.
- 1836: John Frederic Daniell inventa la célula Daniell, que usaba dos electrolitos: sulfato de cobre y sulfato de zinc. Era más segura y menos corrosiva que la de Volta.
- 1859: Gaston Planté desarrolla la primera batería factible de plomo y ácido que podía recargarse. Este tipo de batería sigue usándose mayoritariamente en automóviles actualmente.
- 1866: Georges Leclanché patenta la pila húmeda de zinc-carbono, la célula Leclanché. Montada en una vasija porosa, el electrodo positivo consistía en dióxido de manganeso machacado y mezclado con un poco de carbono, y el negativo era una varilla de zinc. El cátodo se prensaba en la vasija, insertándose una varilla de carbono para actuar como colector de corriente. La varilla de zinc (ánodo) y la vasija se sumergían en una solución de cloruro de amonio, que actuaba como electrolito, filtrándose por los poros y haciendo contacto con el material del cátodo.
- 1868: Una veinte mil células Leclanché se usan en equipos telegráficos.
- 1881: J.A. Thiebaut patenta la primera batería con el electrodo negativo y la vasija porosa dentro de una carcasa de zinc.
- 1885: Sakizou Yai inventa la primera pila seca.
- 1886: Carl Gassner inventa la primera pila seca comercialmente viable (la pila de zinc-carbono). Su diseño es muy similar al de la célula húmeda, pero con menos agua en la pasta y con todo el material ensamblado en una carcasa impermeable. La patenta en Alemania en 1886 (n.º 37758) y en Estados Unidos en 1887 (U.S. Patent 373 064).
- 1899: Waldemar Jungner inventa la primera pila recargable de níquel-cadmio.
- 1901: Thomas Edison inventa la pila alcalina.
- 1949: Lewis Urry inventa la pila alcalina compacta, que no se consideró entonces patentable.